# Mala Peća
Mala Peća falu Bosznia-Hercegovinában, Bihács községben, a Bosznia-hercegovinai Föderáció Una-Szanai kantonjában. 

## Fekvése
Bihácstól légvonalban 12, közúton 16 km-re északnyugatra, a horvát határ mellett fekszik. A Toplica völgye és a bihácsi vízválasztó közötti területet számos patak öntözi, amelyek az Unába és a Koranába folynak. A karsztsíkság szélén melegvizű barlangforrások egész sora található melyek vize befolyik a gatai gyógyfürdőbe. Itt ered a Ledeno vrelo vagy Stražanac, a Velika Pećina, amelyen 7 malom működött, a Mala Pećina egy malommal és barlangforrásával és a Kantar. A Peća-patak Zolić Mostnál ömlik a Toplicába. Az a patakhálózat, amely a falut vízzel látja el, nagy nedvességtartalmú üledékes síkságot alkot, buja rétekkel.

## Népessége
| Nemzetiségi csoport | Népesség 1991 | Népesség 2013 |
| ------------------- | ------------- | ------------- |
| Szerb               | 1             | 0             |
| Bosnyák             | 484           | 501           |
| Horvát              | 13            | 0             |
| Jugoszláv           | 0             | 0             |
| Egyéb               | 0             | 10            |
| Összesen            | 498           | 511           |

## Története
Mala Peća az egykori Gata községhez tartozott. 1836-ban Waldstäten báró császári tábornok a közeli Izačićcsal együtt porig égette a települést  és sokat szenvedett a boszniai háború idején is.

## Nevezetességei
- A falu régi mecsetét 1980-ban lebontották, hogy újat építsenek, ami a boszniai háborúban megsérült, de 2010-ben kívülről és belülről felújították.

- Középkori templomának alapjait Václav Radímsky azonosította 1893-ban. Méretei: 8 méter hosszú és 5 méter széles volt, keleti tájolással.[4]